# Secuenciación por bisulfito

Imagen 1: Esquema de la reacción química por la que el bisulfito cataliza la conversión de la citosina a uracilo.

La secuenciación por bisulfito es el tratamiento del ADN con bisulfito previo a una secuenciación con el fin de determinar el patrón de metilación de la muestra. La metilación del ADN fue la primera marca epigenética descubierta y es la más estudiada. En animales se basa en la adición de un grupo metilo al carbono 5 de los residuos de citosina en los dinucleótidos CpG. Estas marcas epigenéticas están implicadas en la represión de la actividad transcripcional.
El tratamiento del ADN con bisulfito convierte los residuos de citosina a uracilo pero no afecta a los residuos de 5-metilcitosina. Por lo tanto, el ADN tratado con bisulfito solo mantiene las citosinas metiladas, mostrando información acerca del estado de metilación de un segmento de ADN a nivel de nucleótido. Para recopilar esta información pueden realizarse distintos análisis sobre la muestra alterada, el objetivo de estas pruebas es localizar polimorfismos puntuales causados por la conversión producida por el bisulfito.

## Métodos
La secuenciación por bisulfito aplica rutinas de secuenciación sobre ADN genómico tratado con bisulfito para determinar el estado de metilación de la muestra. Otras estrategias que no implican secuenciación pueden ser empleadas para determinar la metilación en loci específicos o a nivel del genoma entero. Se asume que la conversión de las citosinas no metiladas a uracilos es completa a lo largo de la muestra. La metodología para analizar ADN tratado con bisulfito se encuentra en desarrollo.

### Métodos basados en PCR no específica de metilación

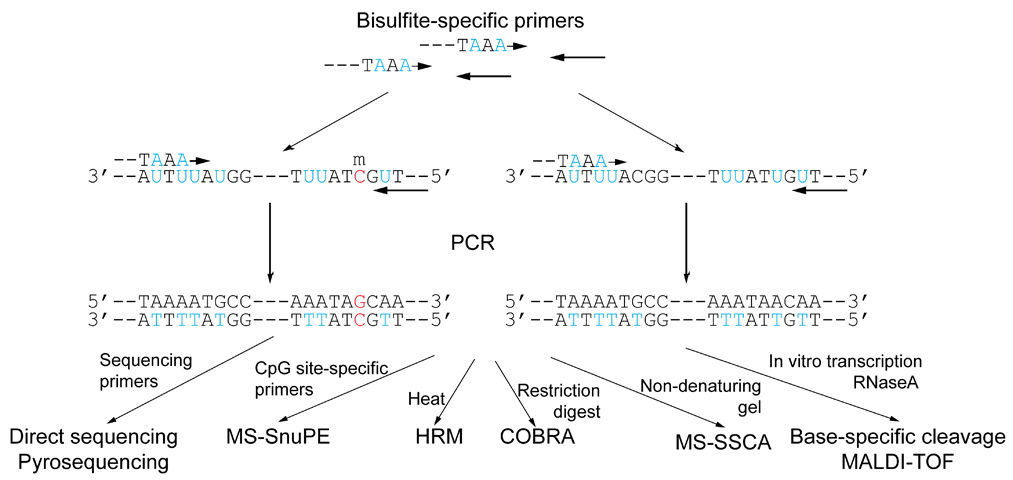
Imagen 2: Análisis de la metilación del ADN basada en PCR no específica de metilación. Siguiendo la conversión por bisulfito, el ADN es amplificado por PCR que no discrimina entre secuencias metiladas o no metiladas. Cambios entre las secuencias amplificadas son la base de estos métodos.

#### Secuenciación directa
Se determinan las citosinas resistentes a la conversión por bisulfito mediante PCR y una secuenciación con didesoxinucleótidos. Los cebadores se diseñan para ser específicos de la muestra y para que flanqueen los sitios de metilación de interés. Estos cebadores permitirán la amplificación de secuencias metiladas y no metiladas. En las moléculas amplificadas, los sitios que hayan sufrido conversión por bisulfito aparecerán como timinas en la cadena sentido y adenina en la antisentido por ser el nucleótido complementario a uracilo.

#### Pirosecuenciación
La pirosecuenciación también ha sido usada para analizar ADN tratado con bisulfito sin el uso de PCR específica de metilación. Después de la amplificación mediante PCR, la pirosecuenciación es utilizada para determinar los nucleótidos convertidos por el bisulfito. La principal limitación de este método es el coste de la tecnología.
Una mejora de esta técnica se basa en usar cebadores específicos del alelo que incorpora polimorfismos puntuales en la secuencia del cebador para permitir el análisis separado de los dos distintos alelos paternos. Esta técnica es especialmente útil en análisis de impronta genética.

#### Análisis de conformación de cadena simple sensible a metilación (MS-SSCA)
Este método se basa en el análisis de polimorfismos de conformación de cadena simple (SSCA) desarrollado para detectar mutaciones puntuales. SSCA diferencia entre cadenas simples de ADN de tamaño idéntico pero distinta secuencia basándose en la migración diferencial en una electroforesis no desnaturalizante. En MS-SSCA, esto es utilizado para distinguir cadenas de ADN tratadas con bisulfito y cadenas sin tratar después de una PCR que amplifique las regiones con metilaciones de interés. Sin embargo este método carece de la sensibilidad necesaria para detectar diferencias en un solo nucleótido.

#### Análisis de hibridación de alta resolución (HRM)
Es una técnica basada en una PCR cuantitativa diseñada inicialmente para detectar mutaciones puntuales. Los amplicones de la PCR son analizados mediante un aumento de la temperatura y la resultante liberación de un tinte fluorescente durante la hibridación. El grado de metilación, representado por el contenido de citosinas convertidas en timina, determina la velocidad de la hibridación y de liberación del tinte.

### Métodos basados en PCR específica de metilación (MSP)
Este método alternativo de análisis de metilación utiliza ADN tratado con bisulfito pero evita la necesidad de secuenciar el área de interés. Los cebadores son diseñados para ser específicos de metilación incluyendo secuencias complementarias solo a citosina metilada o, en su lugar, complementarios a la timina resultante de la conversión. La metilación se determina según la habilidad del fragmento de ADN de amplificarse o no. Este método es útil en el análisis de islas CpG con una posible gran densidad de metilación MPS y métodos relacionados son considerados los más sensibles a la hora de determinar el estado de metilación de un locus específico.

### Métodos basados en chips de ADN
Métodos basados en chips de ADN permiten el análisis del patrón de metilación a lo largo del genoma. Los chips de oligonucleótidos son diseñados usando pares de sondas de hibridación complementarias a los sitios de metilación de interés. Una es complementaria a la secuencia inalterada mientras que otra es complementaria a la secuencia tratada con bisulfito. Las sondas son además específicas de bisulfito para evitar la hibridación con ADN que no ha sufrido conversión completa.

## Limitaciones

### 5-Hidroximetilcitosina
La 5-hidroximetilcitosina es una modificación de este nucleótido que ha sido descubierta recientemente y cuyo origen es diferente al de la 5-metilcitosina producida en la metilación del ADN. Cuando es tratado con bisulfito, este nucleótido se convierte en citosina-5-metilsulfonato, que es interpretado como citosina durante la secuenciación. Por lo tanto la secuenciación con bisulfito no puede diferenciar entre 5-metilcitosina y 5-hidroximetilcitosina y la información que proporciona este método no puede ser definida únicamente como metilación del ADN.

### Conversión incompleta
La secuenciación por bisulfito se basa en la conversión completa de todos las citosinas no metiladas a uracilo. Si esta conversión es incompleta, el análisis posterior interpretará las citosinas no convertidas como citosinas metiladas, resultando en un falso positivo de metilación. Solo las cadenas simples de ADN son susceptibles al bisulfito por lo que la desnaturalización del ADN muestra es crítica en el proceso.

### Degradación del ADN durante tratamiento con bisulfito
Las condiciones necesarias para una conversión completa como largos tiempos de incubación, temperaturas elevadas y altas concentraciones de bisulfito pueden llevar a la degradación de un 90% del ADN incubado. Dado que la cantidad de ADN inicial es limitada, la degradación puede ser problemática y ocurre por depurinaciones que resultan en roturas aleatorias de la cadena. Por lo tanto, cuanto más largo es el producto de PCR deseado, más limitado será el número de moléculas intactas que quedarán y esto puede llevar a un fallo en la amplificación o a la pérdida de información precisa acerca de los niveles de metilación de la muestra.

## Secuenciación por bisulfito oxidativo
La secuenciación por bisulfito oxidativo es un método que diferencia entre 5-metilcitosina y 5-hidroximetilcitosina a nivel de una sola base. Este método emplea una oxidación específica que afecta a la 5-hidroximetilcitosina para formar 5-formilcitosina, que se convertirá en uracilo al ser tratada con bisulfito. La única base que aparecerá como citosina durante la secuenciación tras el tratamiento será la 5-metilcitosina, ofreciendo un correcto patrón de metilación en la muestra de ADN. Los niveles de 5-hidroximetilcitosina pueden ser cuantificados midiendo las diferencias entre secuenciación por bisulfito y bisulfito oxidativo.